# Weiches Honiggras
Das Weiche Honiggras (Holcus mollis) ist eine Pflanzenart aus der Gattung der Honiggräser (Holcus) innerhalb der Familie der Süßgräser (Poaceae). Es ist in Europa weitverbreitet. Regionale Trivialnamen sind auch als Hochmoorquecke, Ristgras oder Saatgras.

## Beschreibung

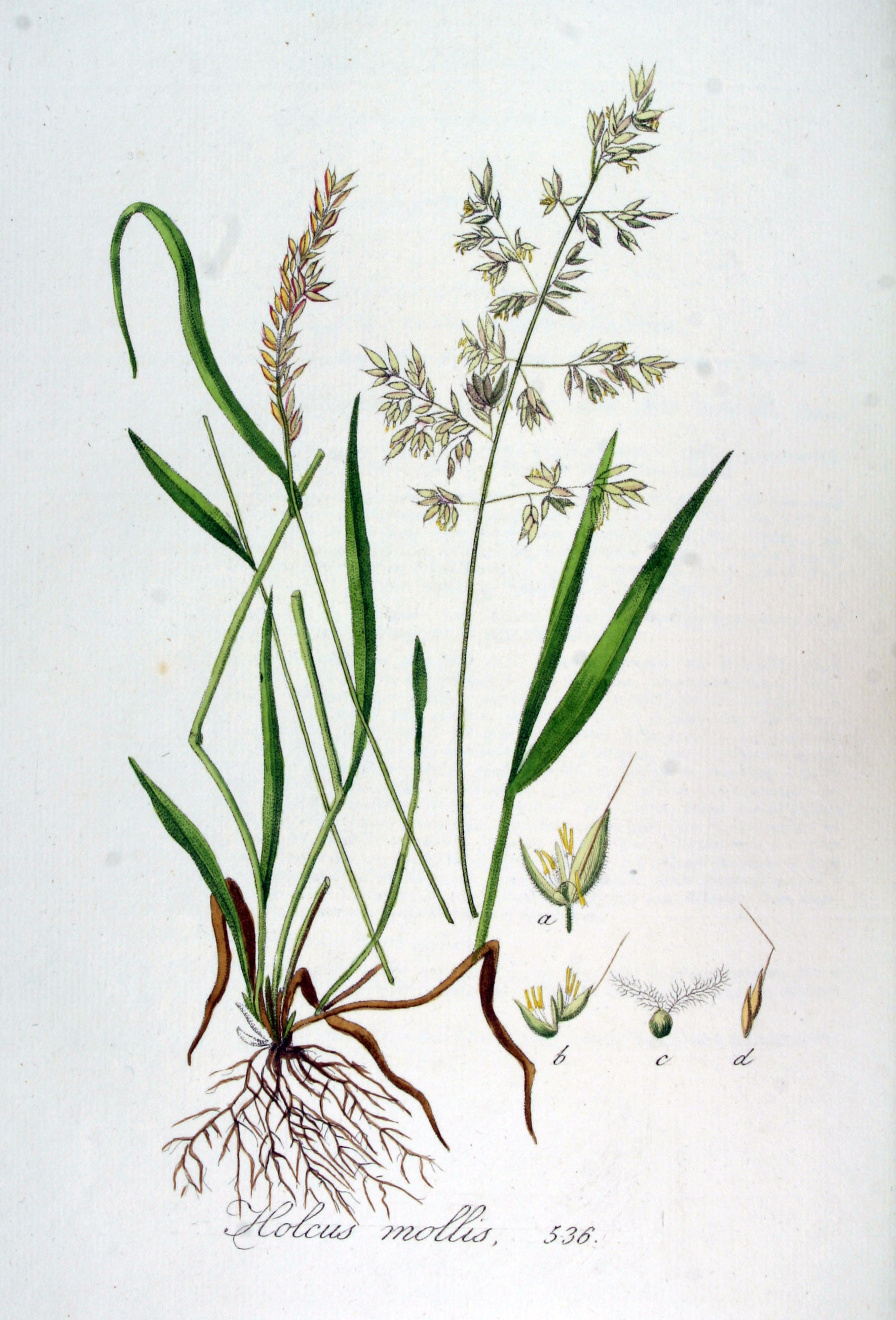
Illustration aus Flora Batava, Band 7

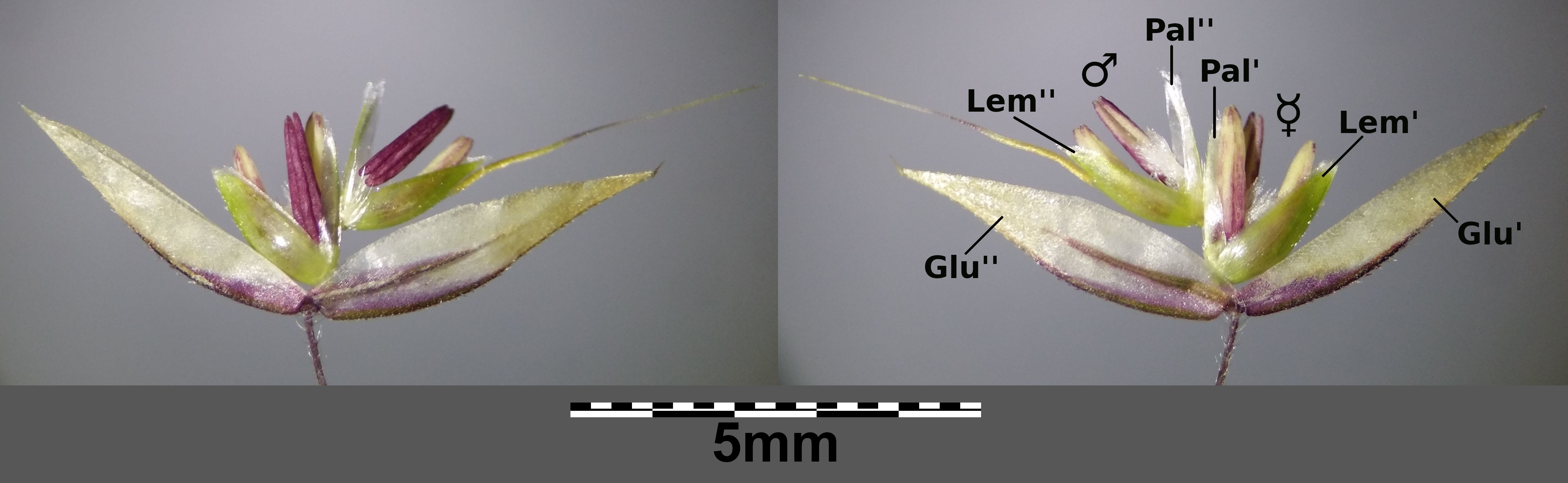
Ährchen

### Erscheinungsbild und Blatt
Das Weiche Honiggras ist eine wintergrüne, ausdauernde krautige Pflanze, die Wuchshöhen zwischen 20 und 100 Zentimeter erreicht. Es bildet lockere Rasen oder dichte Horste mit aufrechten oder ausgebreiteten Halmen. Die oberirdischen Pflanzenteile sind nur spärlich und kurz behaart. Der untere Teil des Stängelgrundes ist auf bräunlichem Untergrund rötlich-bräunlich geadert. Die kahlen bis spärlich behaarten Halme sind dünn und verfügen über vier bis sieben Knoten mit dichtem Bart aus Haaren.
Die Laubblätter sind in Blattscheide und Blattspreite gegliedert. Die Blattscheiden sind auf dem Rücken rundlich, kahl oder wenig behaart, dann mit zurückgeschlagenen Haaren. Die Blatthäutchen (Ligulae) sind häutig, gezähnelt, stumpf und etwa 1 bis 5 Millimeter lang. Die Blattspreiten sind zugespitzt, erreichen 4 bis 20 Zentimeter Länge und bis zu 12 Millimeter Breite. Sie sind flach, graugrün, sehr kurzhaarig oder kahl und fühlen sich leicht rau an.

### Blütenstand und Blüte
Die weißlichen, fahlgrauen oder purpurfarbenen, rispigen Gesamtblütenstände sind schmal-oval oder eiförmig, sehr dicht bis locker und 4 bis 12 Zentimeter lang. Die Rispenäste sind behaart. Die länglichen bis elliptischen, 4 bis 6 Millimeter langen Ährchen fallen geschlossen bei der Reife ab. Die Ährchen sind meist zwei-, selten dreiblütig, die untere Blüte ist zwittrig, die obere gewöhnlich männlich. Die papierartigen Hüllspelzen sind etwa so lang wie das Ährchen und sind an den Kielen und Nerven kurz und steif behaart. Die untere ist schmal-lanzettlich und einnervig; die obere eiförmig bis elliptisch, dreinervig. Die Deckspelzen sind zwischen 2,5 und 3 Millimeter lang und werden von den Hüllspelzen völlig eingeschlossen. Sie sind undeutlich fünfnervig und tragen am Grund einen Bart von Haaren. Sie sind oberseits glatt oder fein behaart und glänzend. Die untere ist stumpf und unbegrannt; die obere ist auf dem Rücken nahe der Spitze begrannt. Diese Granne wird bis zwischen 3,5 und 5 Millimeter lang und ist nur leicht gebogen und tritt aus den Hüllspelzen hervor.
Die Blütezeit liegt zwischen Juni und August.
Die Chromosomenzahl beträgt 2n = 14, 28, 35, 42 oder 49.

## Verwechslungsmöglichkeiten
Sehr ähnlich ist das insgesamt stärker (wollig behaarte) Wollige Honiggras (Holcus lanatus). Dieses Gras verfügt jedoch nicht über lange, zähe Rhizome und die Halmknoten sind flaumig, nicht bärtig behaart. Ferner verfügt es über hakenförmige Grannen an den oberen Deckspelzen, die nicht aus den Hüllspelzen herausragen.

## Ökologie
Das Weiche Honiggras ist ein Rhizom-Geophyt, ein Wurzelknospen-Geophyt und ein Hemikryptophyt, der lockere Rasen bildet. Es ist ein Säure-, Sand- und Magerkeitszeiger und ein Bodenfestiger.
In Mitteleuropa fruchtet es kaum, stattdessen findet eine reichlich vegetative Vermehrung durch die Rhizome statt. Schon kleine Rhizom-Stücke können wieder zu neuen Pflanzen auswachsen. In einer Bodentiefe von 15 bis 20 cm wurden auf 1 Quadratmeter Sandboden etwa 40 Meter Rhizome gefunden.
Es gilt landwirtschaftlich als „Unkraut“ besonders auf sandigen Äckern, da es sich über weit kriechende Rhizome ausbreitet und sich aus jedem Rhizombruchstück neue Pflanzen entwickeln können.

## Vorkommen
Das Weiche Honiggras ist in ganz Europa und Nordwestafrika verbreitet. Es ist deutlich weniger verbreitet als das ähnliche Wollige Honiggras (Holcus lanatus). Es ist in Nordamerika ein Neophyt. Es kommt in Europa aber in fast allen Ländern vor und fehlt nur in Moldau und Island und kommt in Finnland nur eingebürgert vor.
Es ist auch in Deutschland überall zerstreut und gebietsweise häufig vom Flachland bis in Höhenlagen von etwa 1500 Metern. In den Allgäuer Alpen steigt es in Bayern südwestlich des Weiherkopfs bis zu 1520 Metern Meereshöhe auf. Es erreicht im Kanton Wallis am Kapellenweg unter Saas-Fee 1700 Meter, in Graubünden oberhalb Tschamutt 1730 Meter Meereshöhe.
Es wächst auf nahezu allen Böden von schweren Lehmen bis zum Sand. Vorzugsweise besiedelt es mäßig frische bis trockene, basen- und nährstoffarme, stark saure, modrig-torfige, humose, sandig-steinige Böden. Es ist ein Säurezeiger sowie eine Halbschattenpflanze. Sein Verbreitungsschwerpunkt liegt in offenen Wäldern und Waldrändern, vorwiegend in schattigen Lagen, in strauchbewachsenen Heiden und Hecken, gelegentlich auch in armem Grasland und Hochmoorgrünland. Ferner besiedelt es Äcker oder Umbruchwiesen. In Kulturflächen kann es sich bei guter Nährstoffversorgung und günstigem Kalkhaushalt nicht halten. Auch bei intensiver Beweidung geht das Gras stark zurück.
Es gilt als Verbandscharakterart der Eichen- und Birkenwälder, Quercion-robori-petraeae. Gebietsweise ist es eine Charakterart des Holco-Quercetum, kommt aber auch in Gesellschaften der Verbände Pruno-Rubion, Epilobion angustifolii oder der Klasse Nardo-Callunetea vor.
Die ökologischen Zeigerwerte nach Landolt et al. 2010 sind in der Schweiz: Feuchtezahl F = 3w (mäßig feucht aber mäßig wechselnd), Lichtzahl L = 3 (halbschattig), Reaktionszahl R = 2 (sauer), Temperaturzahl T = 3+ (unter-montan und ober-kollin), Nährstoffzahl N = 2 (nährstoffarm), Kontinentalitätszahl K = 2 (subozeanisch).

## Taxonomie und Systematik
Das Weiche Honiggras wurde 1759 von Carl von Linné in Systema naturae, ed. 10, Band 2, S. 1305 als Holcus mollis erstbeschrieben.
Man kann in Europa folgende Unterarten unterscheiden:
- Holcus mollis subsp. hierrensis Stierstorfer: Diese 2001 neu beschriebene Unterart kommt nur auf Hierro vor.[3]
- Holcus mollis subsp. mollis
- Holcus mollis subsp. reuteri (Boiss.) Tutin: Sie kommt in Spanien vor.[3]

## Bilder

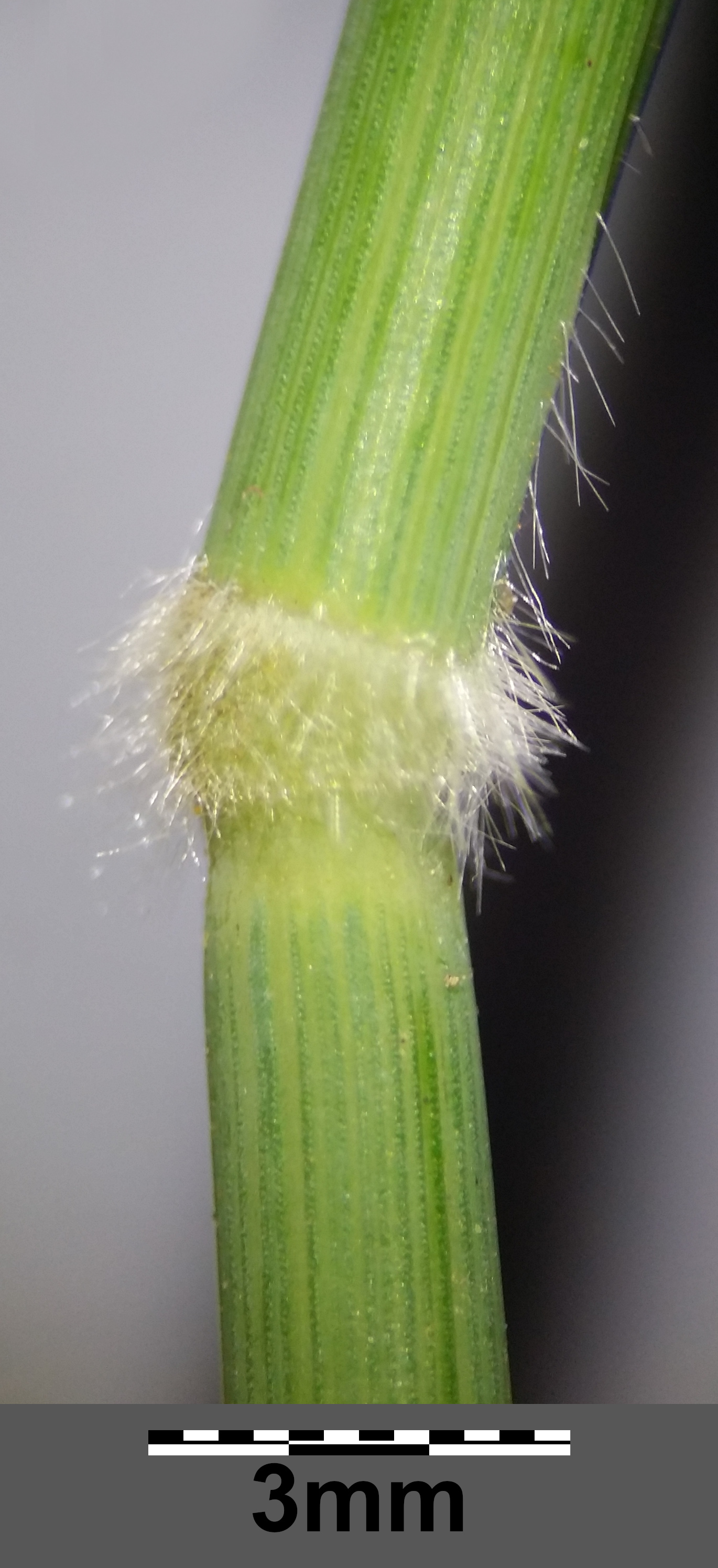
Knoten
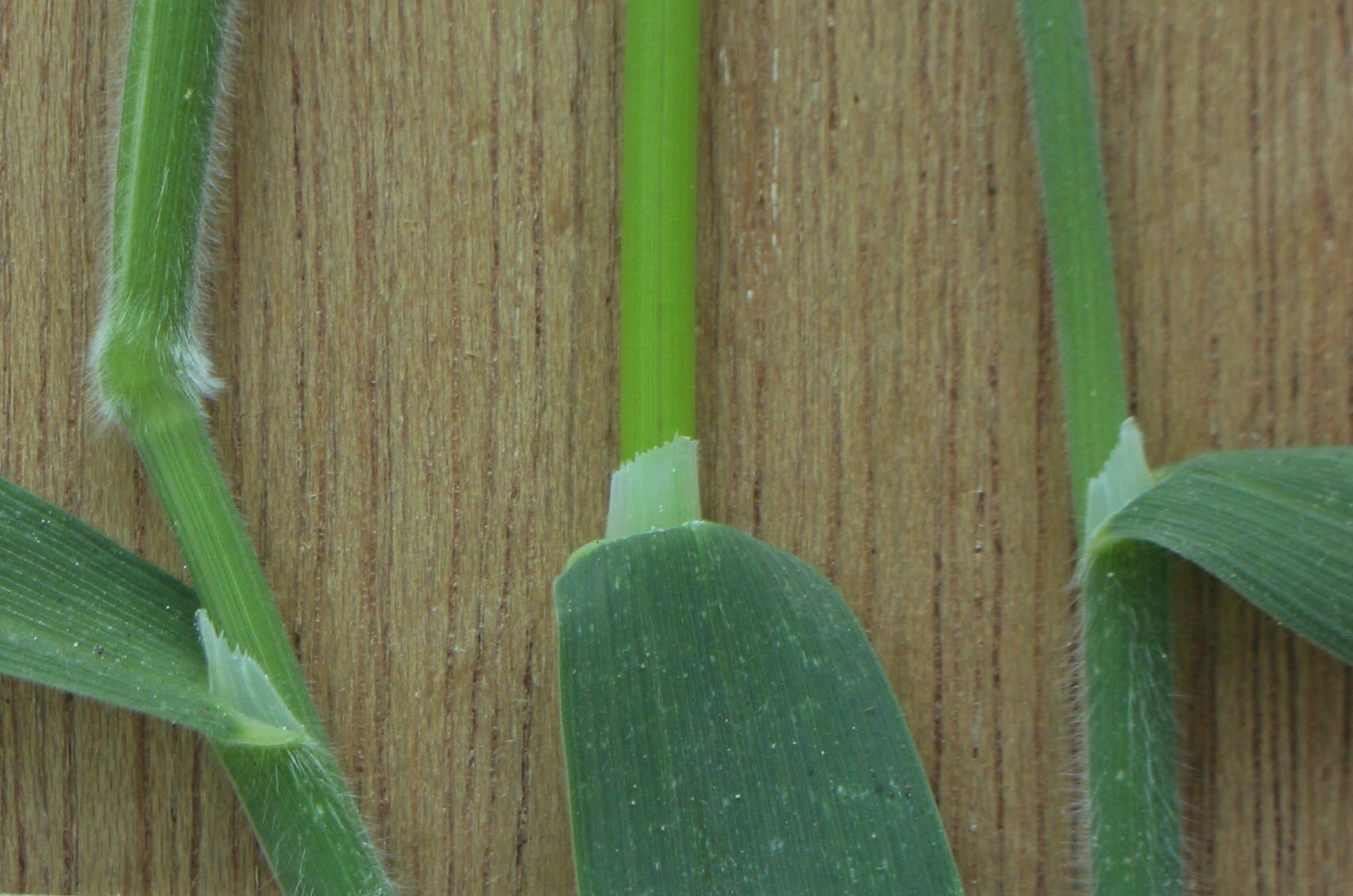
Blatthäutchen
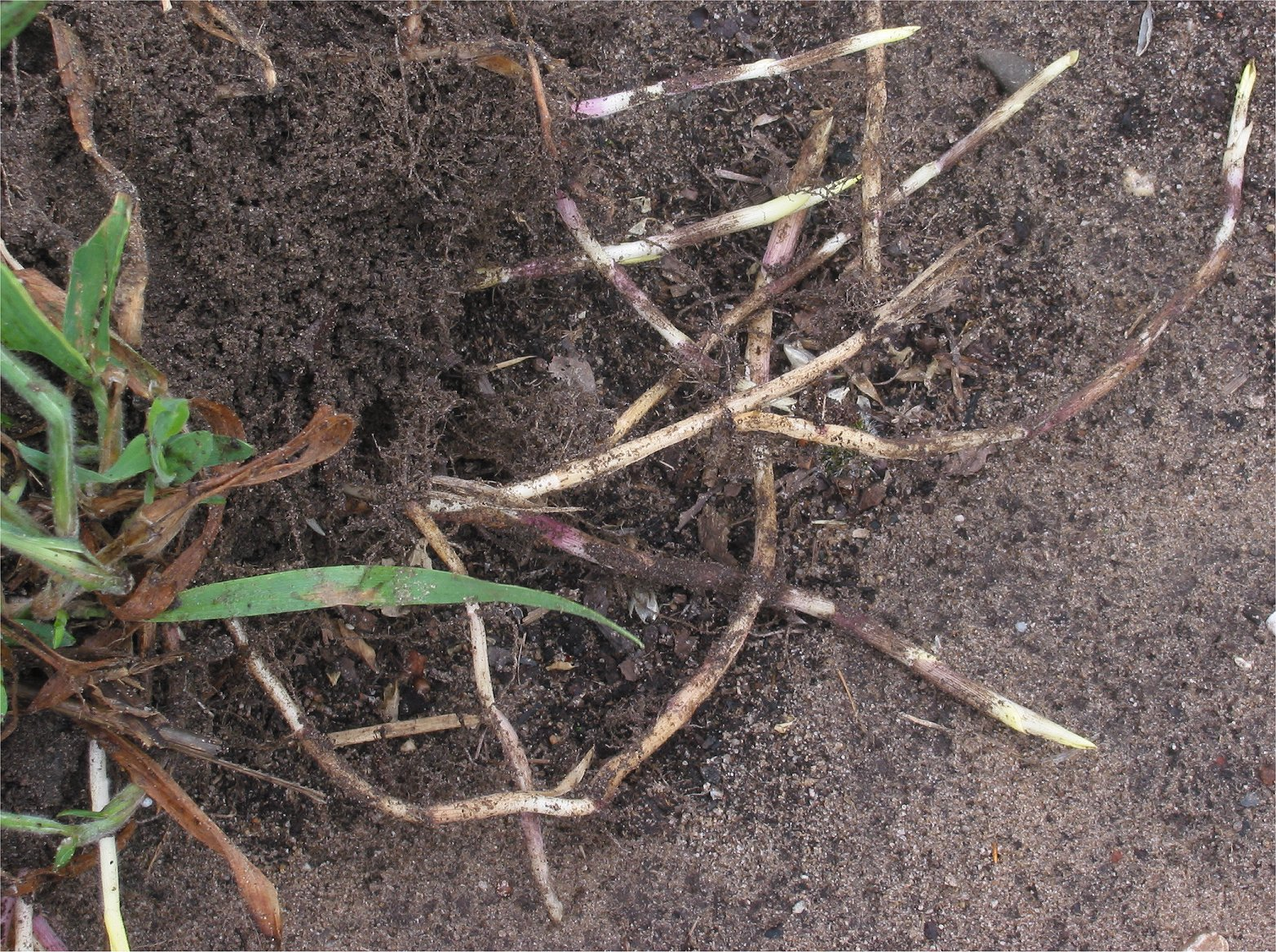
Rhizome
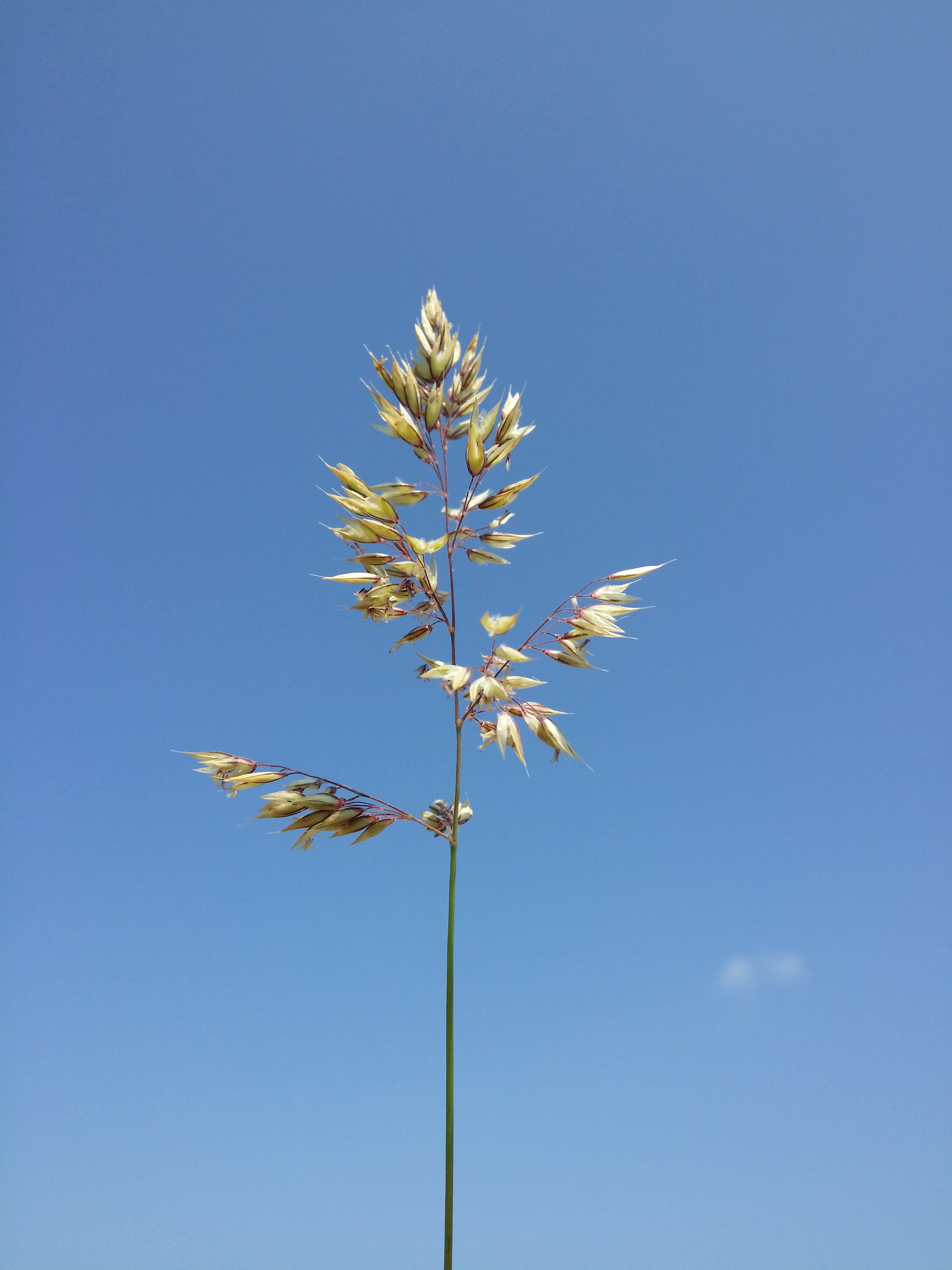
Blütenstand
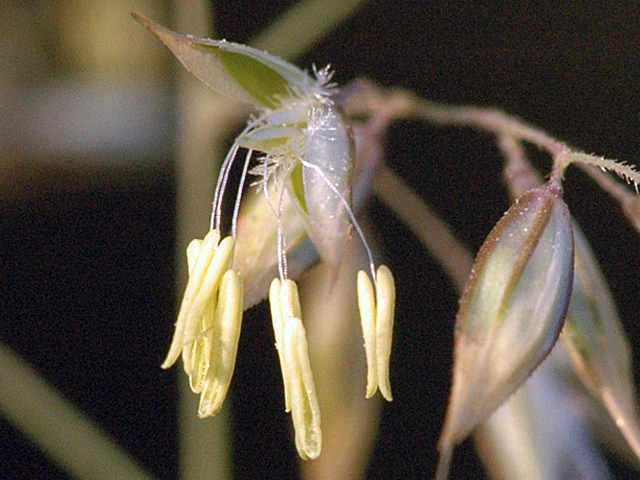
Ährchen mit Staubbeuteln